# Yolanda Saldívar
Yolanda Saldívar (nascuda el 19 de setembre 1960) és una dona nord-americana. Va ser empresonada en 1995 i condemnada a cadena perpètua per l'assassinat de la cantant de música texana Selena en el motel Days Inn de la ciutat de Corpus Christi, Texas el 31 de març de 1995.

## Biografia

### Primers anys
Sadívar és la menor de dos germans. A l'Escola Kennedy, en feien burla a causa del seu pes, no solia fer amics, així que es va aïllar de les activitats socials. El seu pare era el cap de cambrers a Jacala, restaurant d'ambient mexicà al West End a San Antonio, Texas.
Després de l'Escola Kennedy va ser traslladada a Holmes, i a l'Escola Superior de Jay i finalment es va graduar en 1979 a l'escola McCollom, en la qual entrés la Reservi Officers' Training Corps o ROTC per les seves sigles en anglès.
Després de la graduació, Saldívar va ser acceptada a la Universitat de Texas en 1985, i Saldívar va seguir els estudis d'infermeria, i el 10 de desembre de 1990 va rebre la Llicenciatura en Ciències d'Infermeria de la Universitat de Texas A & M Internacional University. En aquest moment es va obsessionar amb la pèrdua de pes. Va començar a treballar com a infermera a l'Hospital Centro Mèdic; al març li va ser atorgada la llicència com a infermera registrada de la Junta Estatal d'Examinadors d'Infermeria. El seu treball a l'hospital li va retribuir $60,000 a l'any. Saldívar, qui mai es va casar, va haver de treballar a temps parcial després d'haver adoptat a tres nens, un d'ells la seva neboda. Va canviar de treball i estava treballant com a infermera en Luterana St. Luke Hospital.
L'empresari doctor Faustino Gómez, un dermatòleg, la va demandar per $9.200, dient que ella li va robar a partir de 1983. El plet es va resoldre finalment fora del jutjat. Després de dos mesos, Saldívar torna al jutjat una altra vegada, quan Texas Guaranteed Student Loan Corporation va obtenir una sentència judicial del comtat de Travis a Austin en contra seva per no pagar un préstec estudiantil de $7.361.

### Relació amb Selena
En aquest moment, Saldívar va començar a perdre interès en la seva carrera com a infermera. Encantada amb la música texana, va assistir a un concert de Shelly Lares en Sant Antonio, i es va acostar a la cantant amb la intenció d'iniciar un club de fans. La seva sol·licitud va ser rebutjada pel pare de Lares, Fred, que només aprovaria membres de la família per treballar amb la cantant. Saldívar va ser convençuda pels seus amics, malgrat que originalment no li agradava Selena, per fer un intent amb la cantant perquè dominava els Texà Music Awards.
Després d'assistir a un dels seus concerts, Saldívar va cridar repetidament al pare de l'artista, Abraham Quintanilla Jr, per convèncer-ho de la idea d'iniciar un club de fans en Sant Antonio. La seva sol·licitud va ser aprovada i immediatament es va convertir en la president del club. Més tard es va convertir en la gerent de tendes de roba de Selena, Selena Etc. En 1993, el club de fans havia arribat a 1.500 membres en menys de quatre anys i va arribar a comptar amb més de 5.000 persones. El club de fans després va passar a ser un dels més grandiosos i majors clubs de fans en tota l'àrea de Sant Antonio.

## Assassinat de Selena
El 30 de març de 1995, Saldívar va saber que la cantant pretenia tallar tot vincle laboral amb ella després que els seus familiars descobrissin que estava robant a l'artista. Davant aquest fet, Saldívar copejada emocionalment, va comprar un revòlver calibre 38 de canó retallat amb l'excusa que ho necessitava per a ús personal i de defensa pròpia. Posteriorment es va allotjar a l'habitació 158 de l'Hotel Days Inn a Corpus Christi on va acordar reunir-se amb Selena per a un assumpte relacionat amb uns documents que l'artista necessitava, ja que s'acostava la data de declaració d'impostos.
La reunió va tenir lloc el matí del 31 de març, després que Saldívar li expliqués a Selena per telèfon que havia estat violada per atreure l'atenció de la cantant. Aquest matí, Yolanda i Selena, després de tornar del metge on es va constatar que no va haver-hi violació, van tenir una forta discussió en la qual Selena li va dir a Yolanda tot el que sabia per boca dels seus familiars i que ja no volia tornar a saber més d'ella, exigint-li al mateix temps els documents que necessitava. Just en aquest moment, Saldívar va treure l'arma homicida, espantant a Selena de tal manera que, l'artista va intentar fugir de l'habitació corrent. En aquest moment, Saldívar va disparar l'arma homicida. La bala va entrar per la seva espatlla dreta afectant una de les artèries principals deixant-la ferida de mort. Selena va poder córrer fins a la recepció de l'hotel recorrent 350 peus mentre es dessagnava a causa del tret. En entrar, va demanar ajuda tement que li tornessin a disparar i es va desplomar en el sòl, les seves últimes paraules van ser Yolanda Saldivar room 158 i es va esvair. Menys de 2 minuts, va demorar a arribar l'ambulància, però ja s'havia dessagnat a causa de l'esforç que va fer per arribar a la recepció i clínicament es trobava morta quan van intentar reanimar-la. Va ser declarada oficialment morta a l'Hospital Central a les 13.05 hrs. Mentrestant, Saldívar va intentar sortir de l'hotel on va ser interceptada per diversos policies que recorrien el lloc. Després de 9 hores de negociació amb la policia, ja que es va tancar en la seva camioneta, Saldívar va ser detinguda després que amenacés amb voler llevar-se la vida i li digués a la Policia que l'arma se li va disparar per accident, al·legat que no va poder ser provat en el judici. Testimonis van assegurar que al moment en què li va disparar a l'artista, Saldívar perseguia a Selena mentre li apuntava amb l'arma, al mateix temps que li cridava PUTA.
«Selena i jo tornem de l'hospital de tornada a l'habitació 158 de l'hotel Days Inn, allí ella va exigir la devolució de tots els seus documents financers i em va dir:
»—Yolanda aquí s'acaba tot, estàs acomiadada, necessito els meus documents. —Quan em vaig negar a donar-los-hi, va contestar—: Yolanda ja no pots treballar per a mi; de fet, ja no podem seguir sent amigues.
»Comencem a discutir i en un moment Selena va dir:
»—Me'n vaig d'aquí, Yolanda.
»En un acte de desesperació vaig treure el revòlver; Selena en veure-ho es va espantar i va sortir corrents; jo vaig prémer el gallet amb la intenció de matar-la i la bala la va aconseguir al moment que creuava la porta de l'habitació. Vaig sortir després d'ella amb l'arma apuntant-li a l'esquena, però Selena va córrer tan ràpid que la vaig perdre, li vaig cridar “gossa”. Després vaig tornar a l'habitació, vaig embolicar l'arma en una tovallola i vaig pujar a la meva camioneta; vaig voler escapar del motel però en aquest moment va ser quan la policia em va acorralar i jo vaig treure l'arma que havia usat contra Selena. Hores després jo culpava al pare de Selena, li vaig dir a la policia que jo li vaig disparar per la seva culpa perquè ja estava farta de les seves acusacions. No tinc remordiments».

## Judici i empresonament

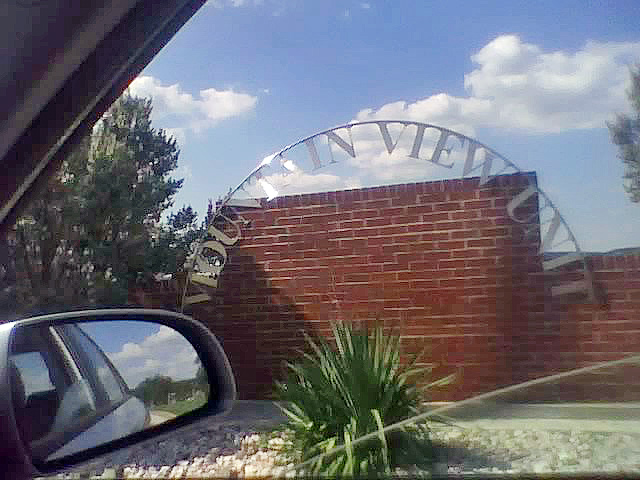
Unitat Mountain View, on Yolanda compleix la seva sentència

El lloc del judici va ser traslladat a Houston, Texas, Abans de l'inici del judici, la cadena CNN va informar que s'esperava introduir una confessió signada per la policia en la qual Saldívar afirmava que li va disparar Selena durant una discussió sobre les acusacions en les quals el pare de la cantant afirma que Saldívar li robava diners als comptes de Selena. Segons el Ranger Robert Garza, va sentir que el tret va ser accidental.
Encara que l'advocat de la defensa va argumentar per a les reclamacions en contra de Saldívar que el tret va ser accidental, la fiscalia va plantejar la qüestió que Saldívar, malgrat ser una infermera, ni va cridar al 911 ni va tractar d'ajudar a la víctima després de ser baleada. Pesi a l'afirmació de Saldívar que l'arma "es va disparar accidentalment", es va determinar que una arma de foc de calibre 38 de 5 tirs tipus revòlver, requereix d'11 lliures (50 N) de pressió per disparar-se, la qual cosa només pot ocórrer quan un dit estreny el gallet. El jutge que va presidir el cas va optar per no donar als jurats l'opció dels càrrecs menors d'homicidi o per negligència, instruint als membres del jurat que, o bé condemnaven a Saldívar per assassinat en primer grau o sigui, l'única responsable de l'assassinat en primer grau.
El jurat va deliberar durant dues hores. Va ser finalment declarada culpable i condemnada a cadena perpètua el 23 d'octubre de 1995, amb possibilitat de llibertat condicional després de trenta anys, màxima pena de presó prevista en l'Estat de Texas El dimecres 22 de novembre 1995 va arribar a la Unitat de Gatesville (ara Unitat Christina Crain) en Gatesville, Texas per al seu processament.
Fins al moment Saldívar està complint la seva condemna a cadena perpètua a la presó femenina Unitat Mountain View a Gatesville, operada pel Departament de Justícia Criminal de Texas (TDCJ per les seves sigles en anglès). Podrà ser candidata a la llibertat condicional el 30 de novembre de 2025. Saldivar ha rebut múltiples amenaces de mort enviades per altres preses admiradores de Selena, per la qual cosa compleix la seva condemna pràcticament en aïllament. Pansa 24 hores al dia sola en la seva cel·la, sense contacte amb altres recluses. Té dret a adquirir una ràdio de transistors en la comissaria de la presó i a rebre una visita de la seva família o amics d'1 hora de durada cada setmana. Mentrestant fins avui ha estat un misteri la raó per la qual Yolanda va disparar a Selena.

### Després de la condemna
L'any 2002, l'arma usada per disparar a Selena va ser destruïda d'acord amb una ordre de la cort. Anys abans se li creia perduda, però després va ser recuperada per un reporter de la cort i oposada a la seva casa. Els fragments de l'arma van ser llançats a la badia de Corpus Christi.
Saldivar ha buscat diverses vegades apel·lar la seva sentència, en 2014 va demanar l'alliberament per 2015, ja que assegurava que la seva salut estava deteriorada, no obstant això no ho va poder comprovar. Fins al dia d'avui segueix detinguda.